# Missouri Western State Griffons football
I Missouri Western State Griffons sono la squadra di football americano di college che rappresenta l'Università statale dell'Ovest Missouri. Giocano le partite interne al Spratt Stadium a Saint Joseph. Dalla stagione 2017 l'allenatore è Matt Williamson.
L'università ha dato avvio al programma di football a partire dal 1970. I Missouri Western State Griffons sono impegnati nella Divisione II della NCAA e fanno parte della Mid-American Intercollegiate Athletic Association (MIAA).

## Giocatori selezionati nel Draft NFL
Nel seguito la lista dei giocatori dei Missouri Western State Griffons nel draft NFL.
| Giocatori selezionati nel Draft NFL |                              |                              |                              |                              |         |       |
| Draft                               | Giro                         | Scelta                       | Scelta assoluta              | Giocatore                    | Squadra | Ruolo |
| 2013                                | 7                            | 27                           | 233                          | David Bass                   | Raiders | DE    |
| 2012                                | 6                            | 1                            | 171                          | Greg Zuerlein                | Rams    | K     |
| 1996                                | 6                            | 3                            | 170                          | John Fisher                  | Jaguars | DB    |
| 1985                                | 7                            | 12                           | 180                          | Vince Thomson                | Chiefs  | DE    |
| Totale giocatori selezionati        | Totale giocatori selezionati | Totale giocatori selezionati | Totale giocatori selezionati | Totale giocatori selezionati | 4       | 4     |